# Sandouville
Sandouville est une commune française située dans le département de la Seine-Maritime en région Normandie.
Le village est connu pour l'implantation d'une usine Renault, dans la zone industrialo-portuaire.

## Géographie

### Description
C'est tout au bord de la falaise, entre les vallées d'Oudalle et de Mortemer que l'on trouvera le village de Sandouville. Le village et ses habitants, mais pas toute la commune, car, sur les 705 hectares qu'elle couvre, une large partie est occupée par les prairies estuariennes aujourd'hui industrialisées.

### Communes limitrophes
|         | Saint-Aubin-Routot | Saint-Vincent-Cramesnil |
| Oudalle | Sandouville        | Saint-Vigor-d'Ymonville |
| Seine   | Seine              | Seine                   |

### Hydrographie
La commune est située dans le bassin Seine-Normandie. Elle est drainée par le canal de Tancarville et la rivière d'Oudalle,,.
Le canal de Tancarville est un canal, chenal et un estuaire navigable d'une longueur de 28 km qui relie la commune de Tancarville au Havre, où il se jette dans la Manche. 
Huit plans d'eau complètent le réseau hydrographique : le plan d'eau 1 de la commune de Sandouville (2,67 ha), le plan d'eau 10 de la commune de Sandouville (1,07 ha), le plan d'eau 4 de la commune de Sandouville (2,3 ha), le plan d'eau 5 de la commune de Sandouville (2,12 ha), le plan d'eau 6 de la commune de Sandouville (3,13 ha), le plan d'eau 7 de la commune de Sandouville (2,47 ha), le plan d'eau 8 de la commune de Sandouville (0,87 ha) et le plan d'eau 9 de la commune de Sandouville (0,63 ha),.

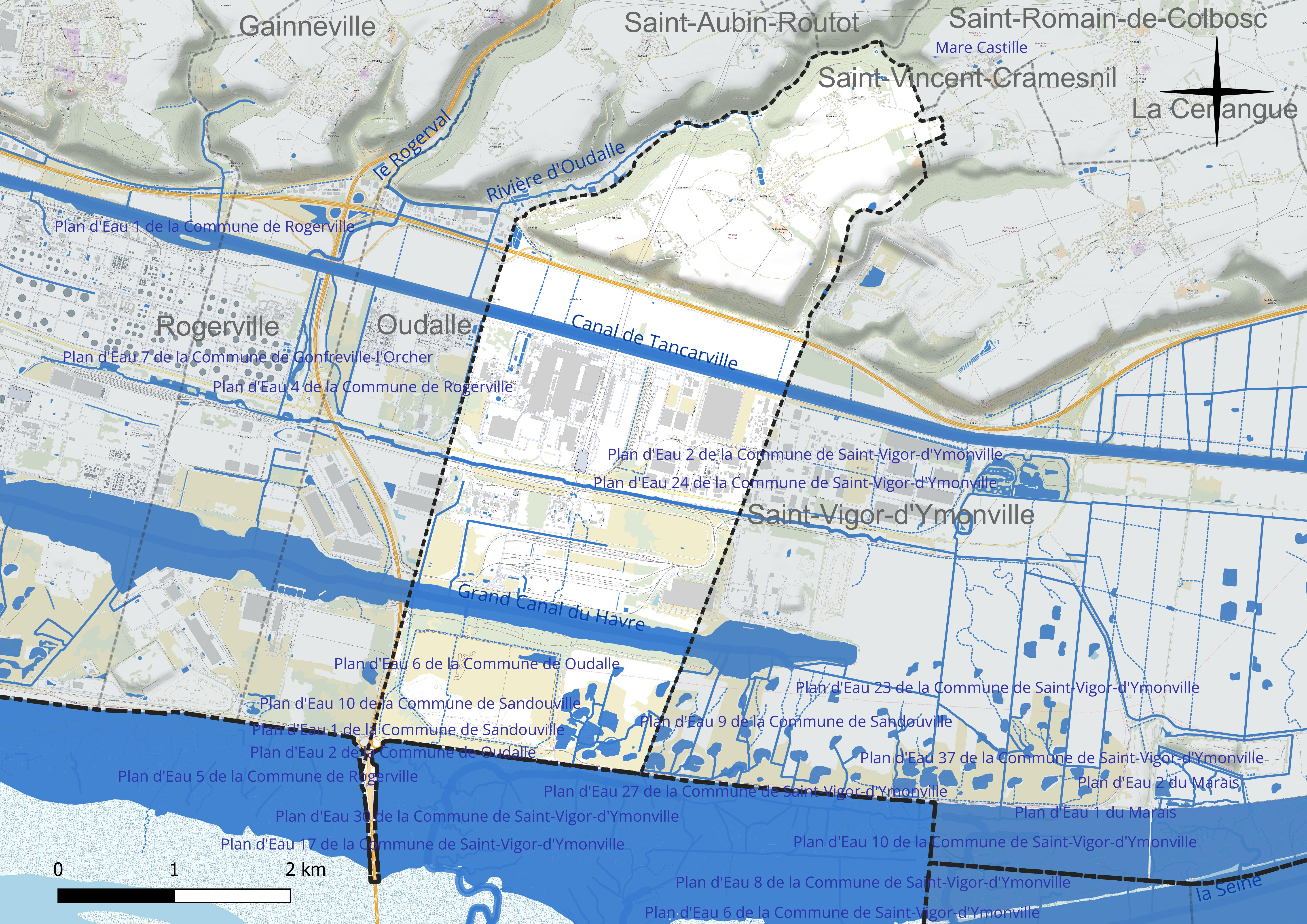
Réseau hydrographique de Sandouville.

### Climat
Pour des articles plus généraux, voir Climat de la Normandie et Climat de la Seine-Maritime.
En 2010, le climat de la commune est de type climat océanique franc, selon une étude du CNRS s'appuyant sur une série de données couvrant la période 1971-2000. En 2020, Météo-France publie une typologie des climats de la France métropolitaine dans laquelle la commune est exposée à un climat océanique et est dans la région climatique Côtes de la Manche orientale, caractérisée par un faible ensoleillement (1 550 h/an) ; forte humidité de l’air (plus de 20 h/jour avec humidité relative > 80 % en hiver), vents forts fréquents. Parallèlement le GIEC normand, un groupe régional d’experts sur le climat, différencie quant à lui, dans une étude de 2020, trois grands types de climats pour la région Normandie, nuancés à une échelle plus fine par les facteurs géographiques locaux. La commune est, selon ce zonage, exposée à un « climat maritime », correspondant au Pays de Caux, frais, humide et pluvieux, légèrement plus frais que dans le Cotentin.
Pour la période 1971-2000, la température annuelle moyenne est de 10,3 °C, avec une amplitude thermique annuelle de 12,9 °C. Le cumul annuel moyen de précipitations est de 888 mm, avec 13,2 jours de précipitations en janvier et 8,8 jours en juillet. Pour la période 1991-2020, la température moyenne annuelle observée sur la station météorologique la plus proche, située sur la commune de Boulleville à 15 km à vol d'oiseau, est de 11,3 °C et le cumul annuel moyen de précipitations est de 851,2 mm,. Pour l'avenir, les paramètres climatiques de la commune estimés pour 2050 selon différents scénarios d'émission de gaz à effet de serre sont consultables sur un site dédié publié par Météo-France en novembre 2022.

## Urbanisme

### Typologie
Au 1er janvier 2024, Sandouville est catégorisée commune rurale à habitat dispersé, selon la nouvelle grille communale de densité à sept niveaux définie par l'Insee en 2022.
Elle est située hors unité urbaine. Par ailleurs la commune fait partie de l'aire d'attraction du Havre, dont elle est une commune de la couronne,. Cette aire, qui regroupe 116 communes, est catégorisée dans les aires de 200 000 à moins de 700 000 habitants,.
La commune, bordée par la Manche, est également une commune littorale au sens de la loi du 3 janvier 1986, dite loi littoral. Des dispositions spécifiques d’urbanisme s’y appliquent dès lors afin de préserver les espaces naturels, les sites, les paysages et l’équilibre écologique du littoral, tel le principe d'inconstructibilité, en dehors des espaces urbanisés, sur la bande littorale des 100 mètres, ou plus si le plan local d’urbanisme le prévoit.

### Occupation des sols
L'occupation des sols de la commune, telle qu'elle ressort de la base de données européenne d’occupation biophysique des sols Corine Land Cover (CLC), est marquée par l'importance des territoires artificialisés (38,7 % en 2018), en augmentation par rapport à 1990 (21,4 %). La répartition détaillée en 2018 est la suivante : 
zones industrielles ou commerciales et réseaux de communication (32,9 %), prairies (15,4 %), terres arables (15,1 %), milieux à végétation arbustive et/ou herbacée (10,2 %), forêts (8,8 %), eaux continentales (6 %), zones humides côtières (5,5 %), espaces verts artificialisés, non agricoles (3,5 %), zones urbanisées (1,9 %), mines, décharges et chantiers (0,4 %), zones agricoles hétérogènes (0,2 %), eaux maritimes (0,1 %). L'évolution de l’occupation des sols de la commune et de ses infrastructures peut être observée sur les différentes représentations cartographiques du territoire : la carte de Cassini (XVIIIe siècle), la carte d'état-major (1820-1866) et les cartes ou photos aériennes de l'IGN pour la période actuelle (1950 à aujourd'hui).

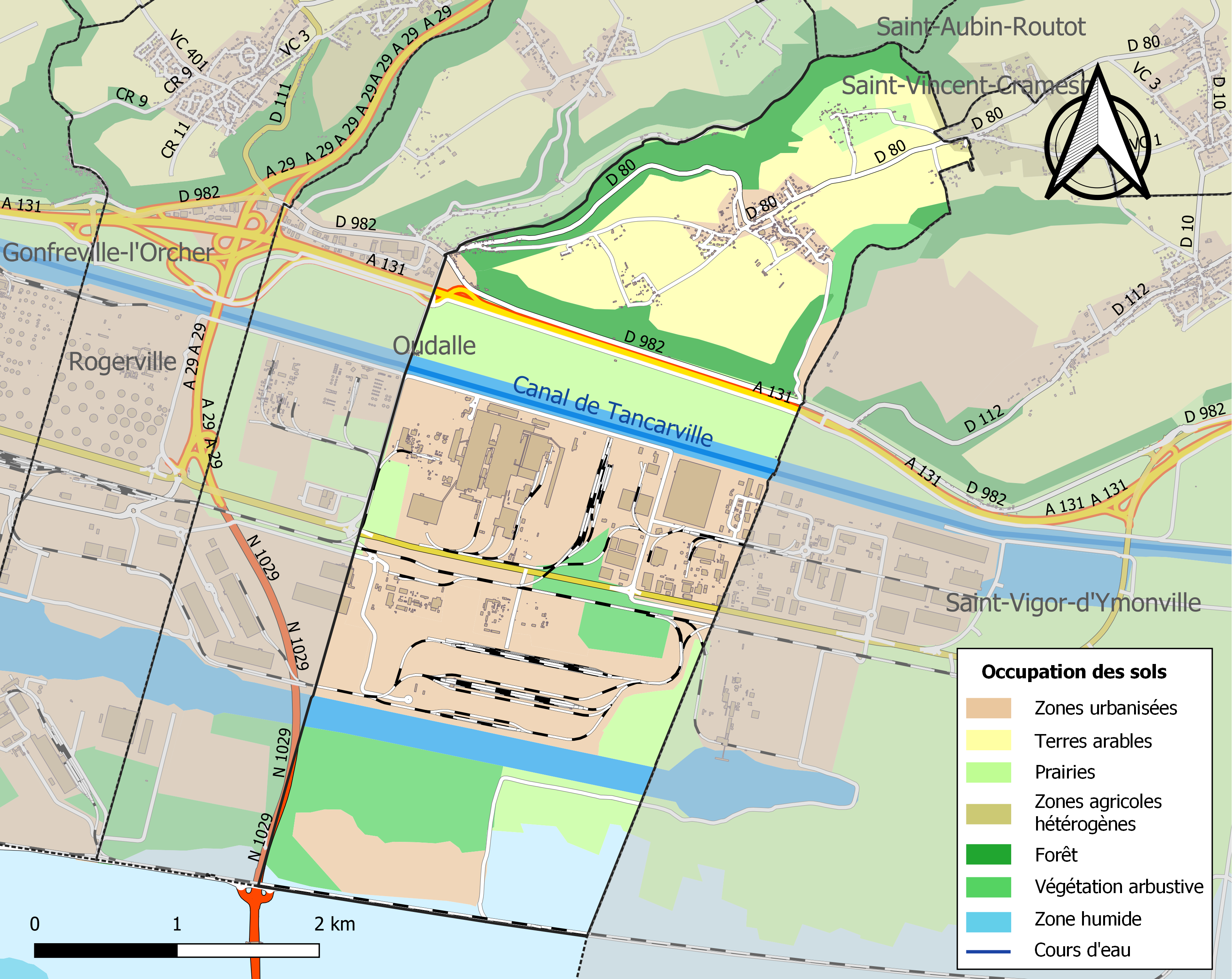
Carte des infrastructures et de l'occupation des sols de la commune en 2018 (CLC).

## Toponymie
Le nom de la localité est attesté sous les formes Sandovilla en 1180 (Stapelton 61) et vers 1210 (Feoda de Mortui Maris), Sanduvilla à la fin du XIIIe siècle (Archives de Seine-Maritime 18 H.), Sandouville dès 1319 (Archives de Seine-Maritime G 3267).
Il s'agit d'une formation toponymique médiévale en -ville au sens ancien de « domaine rural ». Le premier élément Sandou- représente un anthroponyme conformément au cas général pour ce type de formation toponymique. François de Beaurepaire propose un nom de personne germanique Sandolf un peu différent de celui suggéré par Albert Dauzat qui y voit un Sandolt. Selon le premier, Sandaucourt contiendrait le même nom de personne, alors que les formes anciennes sont du type Senlardis villa, Senla curte et contiendrait selon Dauzat, le nom de personne germanique Senelhard.
Sandouville est situé dans l'aire de diffusion de la toponymie scandinave. Il existe un nom der personne vieux norrois SandulfR / Sandulfr. Il se perpétue comme prénom en Norvège sous la forme Sando[l]v. Apparemment il s'agit d'un prénom plus spécifiquement norvégien, cependant on le trouve également comme patronyme en Suède, écrit Sandolf ou Sandolph. On note ce nom de personne dans le toponyme Seat Sandal en Cumbria, Grande-Bretagne.
Remarque : il existe aussi un saint d'origine wisigothique, martyr à Cordoue, nommé Sandila, mais parfois aussi Sandulf, mais Sandouville n'est pas situé dans l'aire de diffusion de la toponymie gotique.

## Histoire
Au temps où la Seine coulait au pied de la falaise, le plateau était déjà bien occupé, si l'on en juge par les nombreux vestiges néolithiques retrouvés.
Entre les vallons d’Oudalle et de Mortemer, des fouilles archéologiques ont exhumé un oppidum occupé à l'époque du néolithique, mais qui s'est développé à l'époque gauloise. Il s'étend sur plus de 144 hectares, ce qui en fait un des plus grands de la Gaule. La tribu gauloise des Calètes aurait, selon les récits de la Guerre des Gaules de César, envoyé plus de 20 000 hommes à Alésia, pour secourir Vercingétorix. Les Calètes sont à l'origine du nom du pays de Caux.
 Comme c'est le cas la plupart du temps, l'endroit appelé Camp de César (voir Camp de César) ou Camp romain de manière moderne (fin du XVIIIe siècle) renvoie à une partie de l'oppidum gaulois et non pas à quelque camp du Haut Empire dont la découverte en Gaule est exceptionnelle.
Une église et un château, aujourd'hui démolis, furent construits au Xe siècle. Les Sandouvillais qui n'étaient que 65 en 1275 mirent longtemps avant que l'on dénombre 300 habitants en 1738. S'ils travaillaient la terre du plateau, leurs regards se tournaient vers la vallée où la Seine et les marais leur offraient de nombreuses ressources : salines, pêche, fenaison et pâturages au gré des mouvements de l'eau, commerce avec l'autre rive. Cette dernière activité n'était pas sans danger. Et dans l'église dédiée à saint Aubin reconstruite au XVIe, puis au XVIIIe siècle, graffitis et ex-voto témoignent des drames qui ont eu lieu.
Le petit village, de 440 ha à l'époque, qui n'a ni itinéraire ni école en 1823, faillit être rattaché aux villages voisins. Grâce à la location des terrains gagnés sur l'eau, en 1846 la commune put acheter un logis servant de presbytère, une maison d'école qui était remplacée en 1865 par une mairie-école et qui devint, avec une école de filles inaugurée en 1882, le centre du village. Aujourd'hui 780 Sandouvillais vivent pour la plupart sur le plateau, dans de coquets pavillons fleuris dont certains jouissent d'une vue sur l'estuaire, le cours de la Seine et le pont de Normandie situé sur le territoire de la commune.
Grâce aux apports financiers générés par l'arrivée d'importantes industries sur la plaine alluviale, Goodyear en 1963, puis la Régie Renault et bien d'autres... les différentes municipalités ont pu offrir à la population les équipements nécessaires au XXe siècle, salle de sports, salle des fêtes, Foyer pour Tous, salle de réunions avec bibliothèque, rénovation de l'école et transformation en groupe scolaire avec classes maternelles, nouvelle mairie. De petits lotissements judicieusement répartis dans la commune lui conservent un aspect rural inattendu si près d'une telle zone industrielle. Lien entre le passé et le présent, le blason de la commune signe l'identité d'un village qui a voulu vivre par la volonté de ses habitants.

## Politique et administration
| Période                                  | Période   | Identité         | Étiquette | Qualité |
| ---------------------------------------- | --------- | ---------------- | --------- | --- |
| Les données manquantes sont à compléter. |           |                  |           | |
| 1892                                     | 1919      | Pierre France    |           | |
| 1919                                     | 1921      | Prosper Toutain  |           | |
| 1921                                     | 1936      | Marcel Savalle   |           | |
| 1936                                     | 1944      | André Duboc      |           | |
| 1944                                     | 1969      | André Tessier    |           | |
| 1969                                     | 1976      | Fernand Duboc    |           | |
| 1976                                     | 1977      | Maurice Hebourg  |           | |
| 1977                                     | mars 2001 | Michel Castagnet | PS        | |
| mars 2001                                |           | Jacques Dellerie |           | Ancien chargé de communication pour la raffinerie Total de Gonfreville-l'Orcher Député de la Seine-Maritime (2016 → ) Vice-président de la CC Caux Estuaire (2014 → 2018) Réélu pour le mandat 2020-2026 |

## Démographie
L'évolution du nombre d'habitants est connue à travers les recensements de la population effectués dans la commune depuis 1793. Pour les communes de moins de 10 000 habitants, une enquête de recensement portant sur toute la population est réalisée tous les cinq ans, les populations de référence des années intermédiaires étant quant à elles estimées par interpolation ou extrapolation. Pour la commune, le premier recensement exhaustif entrant dans le cadre du nouveau dispositif a été réalisé en 2005.

En 2022, la commune comptait 801 habitants, en évolution de +0,5 % par rapport à 2016 (Seine-Maritime : +0,35 %, France hors Mayotte : +2,11 %).
| 1793 | 1800 | 1806 | 1821 | 1831 | 1836 | 1841 | 1846 | 1851 |
| ---- | ---- | ---- | ---- | ---- | ---- | ---- | ---- | ---- |
| 314  | 300  | 346  | 322  | 358  | 342  | 316  | 350  | 343  |

| 1856 | 1861 | 1866 | 1872 | 1876 | 1881 | 1886 | 1891 | 1896 |
| ---- | ---- | ---- | ---- | ---- | ---- | ---- | ---- | ---- |
| 375  | 392  | 416  | 382  | 409  | 418  | 446  | 456  | 419  |

| 1901 | 1906 | 1911 | 1921 | 1926 | 1931 | 1936 | 1946 | 1954 |
| ---- | ---- | ---- | ---- | ---- | ---- | ---- | ---- | ---- |
| 419  | 407  | 335  | 334  | 346  | 340  | 334  | 465  | 445  |

| 1962 | 1968 | 1975 | 1982 | 1990 | 1999 | 2005 | 2006 | 2010 |
| ---- | ---- | ---- | ---- | ---- | ---- | ---- | ---- | ---- |
| 400  | 460  | 566  | 645  | 703  | 754  | 780  | 777  | 761  |

| 2015 | 2020 | 2022 | - | - | - | - | - | - |
| ---- | ---- | ---- | - | - | - | - | - | - |
| 792  | 795  | 801  | - | - | - | - | - | - |

## Culture locale et patrimoine

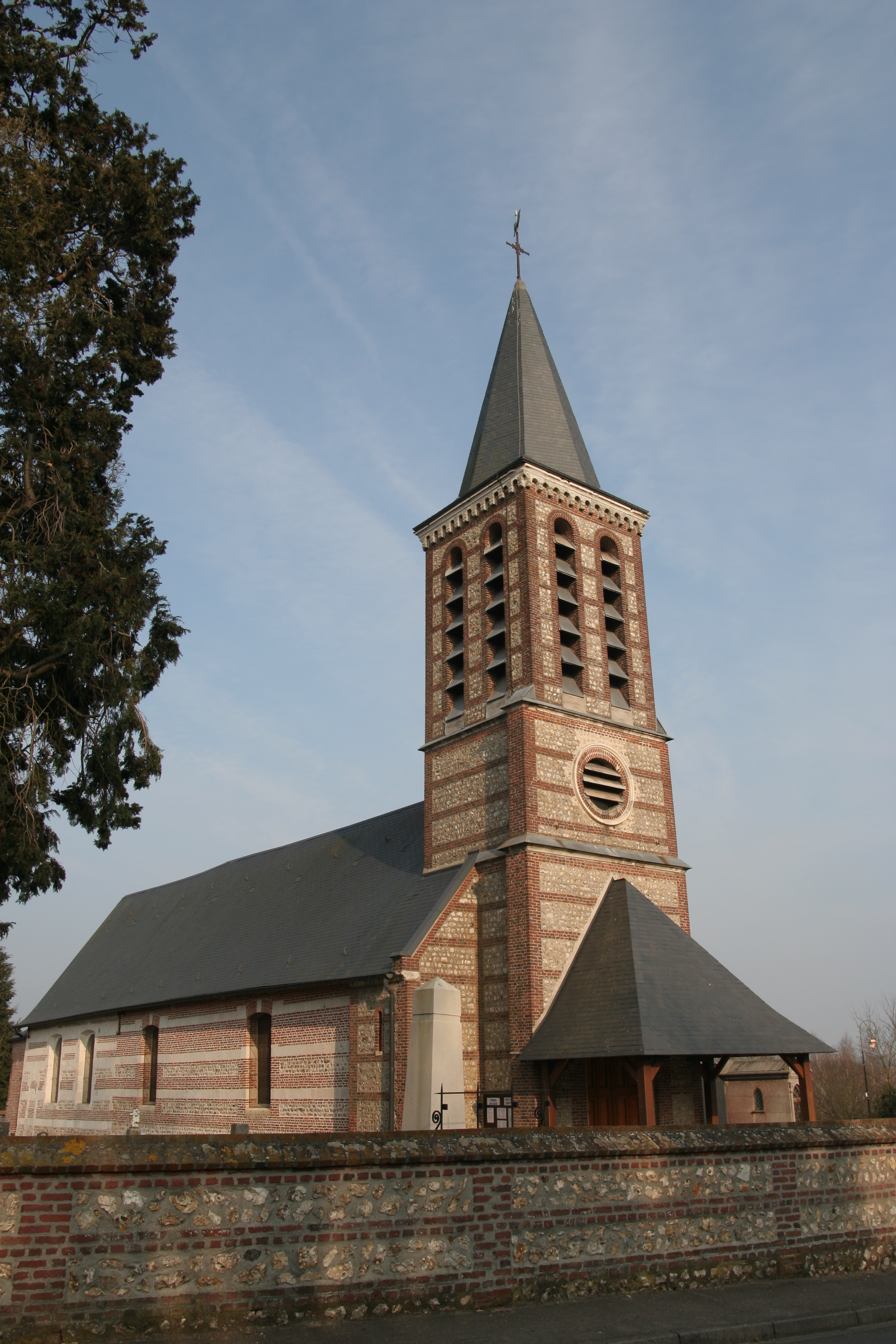
L'église.

### Lieux et monuments
- L'église dédiée à saint Aubin, construite en brique, pierre et silex.
- Le camp de César[32].

### Héraldique
| Armes de Sandouville | Les armes de la commune de Sandouville se blasonnent ainsi : De gueules à la roue dentée d’or, au chef d’argent chargé de trois merlettes de sable. |

## Pour approfondir